# Волохів Яр
Во́лохів Яр — село в Україні, у Ізюмському районі Харківської області. Населення становить 800 осіб. До 2020 орган місцевого самоврядування — Волохово-Ярська сільська рада.

## Географія
Село Волохів Яр розташоване на березі річки Середня Балаклійка, вище за течією примикає село Семенівка, нижче за течією на відстані 3,5 км розташоване село Яковенкове та за 2 км — село Таранушине. Через село пролягають автошляхи М03E40 та Т 2110.

## Історія
З розширенням Російської імперії з 1708 року слобідські українські полки були введені до складу Азовської губернії. Саме на цей час, власне, припадає початок історії села, яку ми знаходимо у Філарета (Д. Г. Гумілевський, у 1848—1857 рр. єпископ, архієпископ Харківської єпархії) і назві села.
У «Историко-статистическом описании Харьковской иепархии» Філарет згадує храм у Волоховому Яру, який було побудовано у 1830 році і який тоді вже мав 1677 прихожан.
Село забудоване вздовж річки Середня Балаклійка, що тече з півночі на південь. За даними на 1864 рік у казенному селі, центрі Волоховоярської волості Зміївського повіту, мешкало 1.432 особи (710 чоловіків та 722 жінок), налічувалось 440 дворових господарств, існували православна церква та поштова станція.
Станом на 1914 рік кількість мешканців зросла до 4.751 особи.
Під час організованого радянською владою Голодомору 1932—1933 років померло щонайменше 1099 жителів села.
12 червня 2020 року, відповідно до Розпорядження Кабінету Міністрів України  № 725-р «Про визначення адміністративних центрів та затвердження територій територіальних громад Харківської області», увійшло до складу Балаклійської міської територіальної громади.
19 липня 2020 року, в результаті адміністративно-територіальної реформи та ліквідації Балаклійського району, село увійшло до складу новоутвореного Ізюмського району.
26 лютого 2022 року під час російського вторгнення біля села окупанти розстріляли автобус з цивільними — чотири жінки і три чоловіки вважаються загиблими або зниклими безвісти.
7 вересня повідомлено, що на околицях села українські військові збили російський літак Су-25СМ. 9 вересня 2022 року повідомлено про звільнення села від російських окупантів. Швидко встановлений контроль над селом з його тресою став одним з визначальних успіхів у Слобожанському контрнаступі, окупанти змушені були поспіхом залишати свої позиції на широкому фронті.[джерело?]

## Населення
Згідно з переписом УРСР 1989 року чисельність наявного населення села становила 1677 осіб, з яких 784 чоловіки та 893 жінки.
За переписом населення України 2001 року в селі мешкало 1467 осіб.

### Мова
Розподіл населення за рідною мовою за даними перепису 2001 року:
| Мова       | Відсоток |
| ---------- | -------- |
| українська | 92,33 %  |
| російська  | 6,18 %   |
| білоруська | 1,29 %   |
| інші       | 0,20 %   |

## Сучасний стан
Територія села колись давно була поділена на декілька частин: Гопаки, Киктянка, Міщанка, Воздушанка, Липове, Поперечнянка, Центр, Садова, Дерибасівська, Пятихатки. У роки після другої світової війни у селі було організовано 4 колгоспи: Щорса, Димитрова, Дзержинського, Тельмана. Пізніше вони були реорганізовані в один радгосп «Восток» (7,5 тис. га). Зараз на цих землях працюють кілька фермерських господарств.
На території села розташований храм Святої Трійці, НВК, лікарня, будинок культури, сільськогосподарське підприємство «Агросервіс ЛТД».
Через територію села проходить автошлях міжнародного значення Е40. На території села розташований великий стихійний базар.

## Галерея

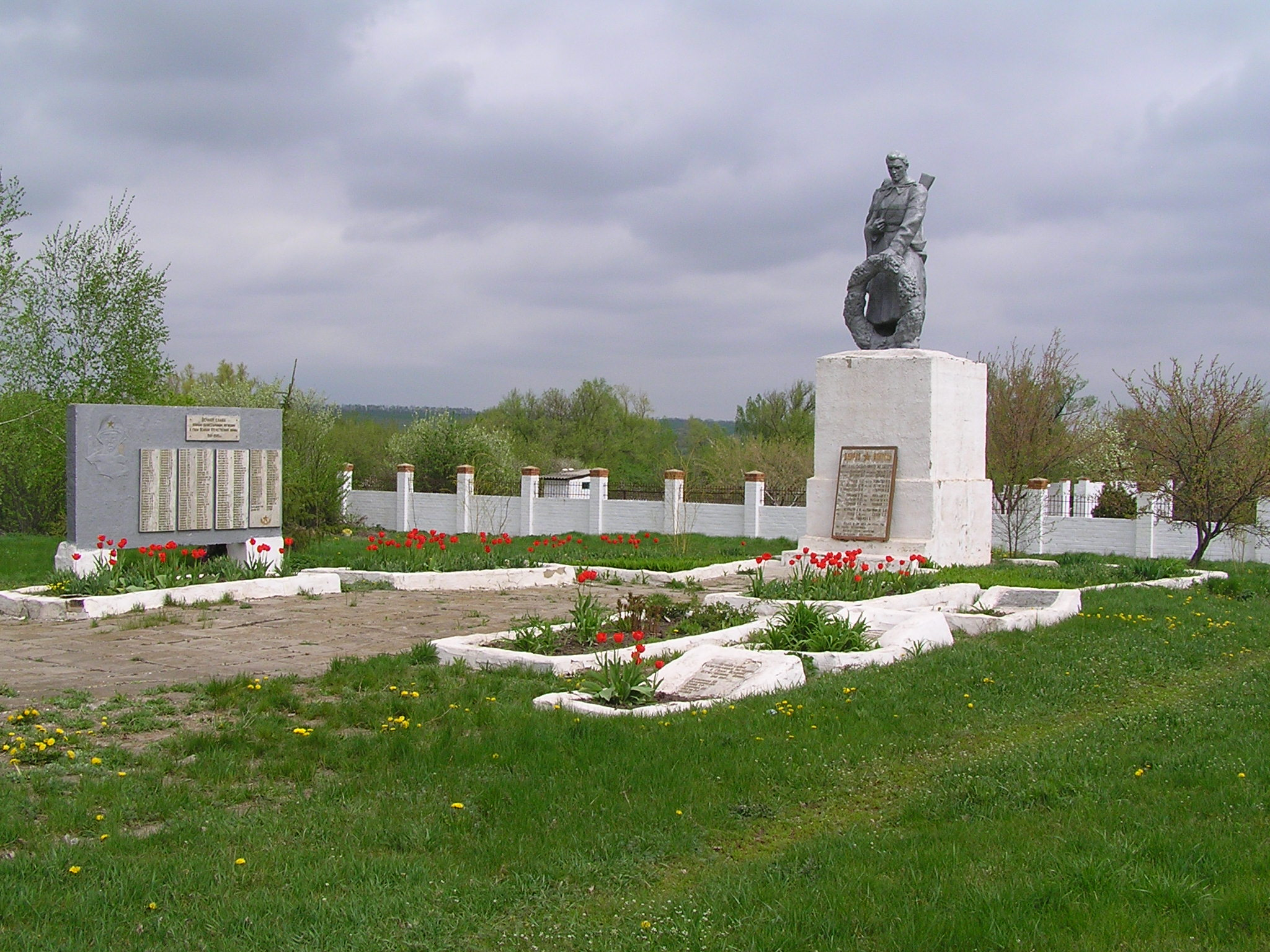
Братська могила радянських воїнів
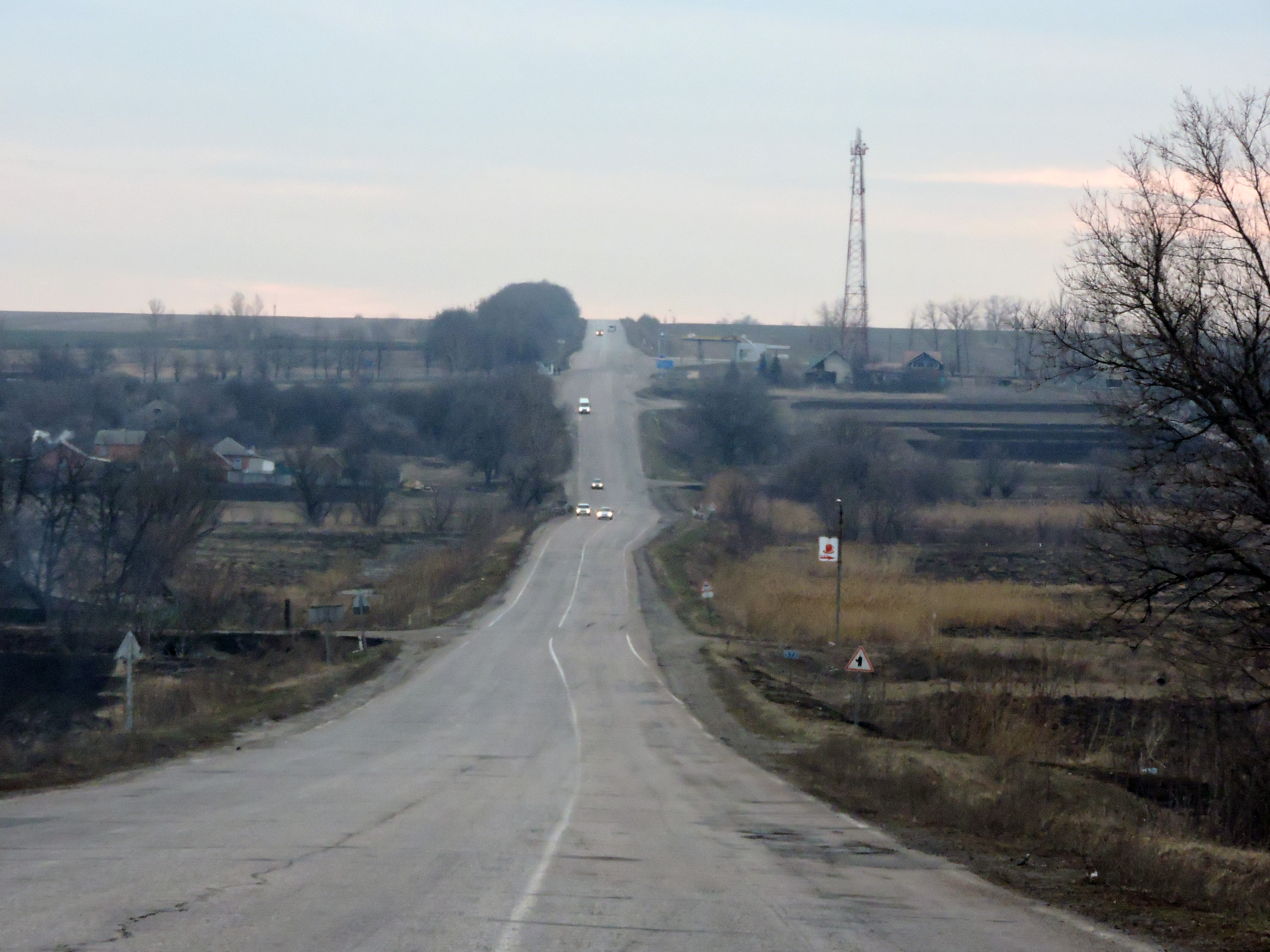
Вид на село з боку Чугуєва
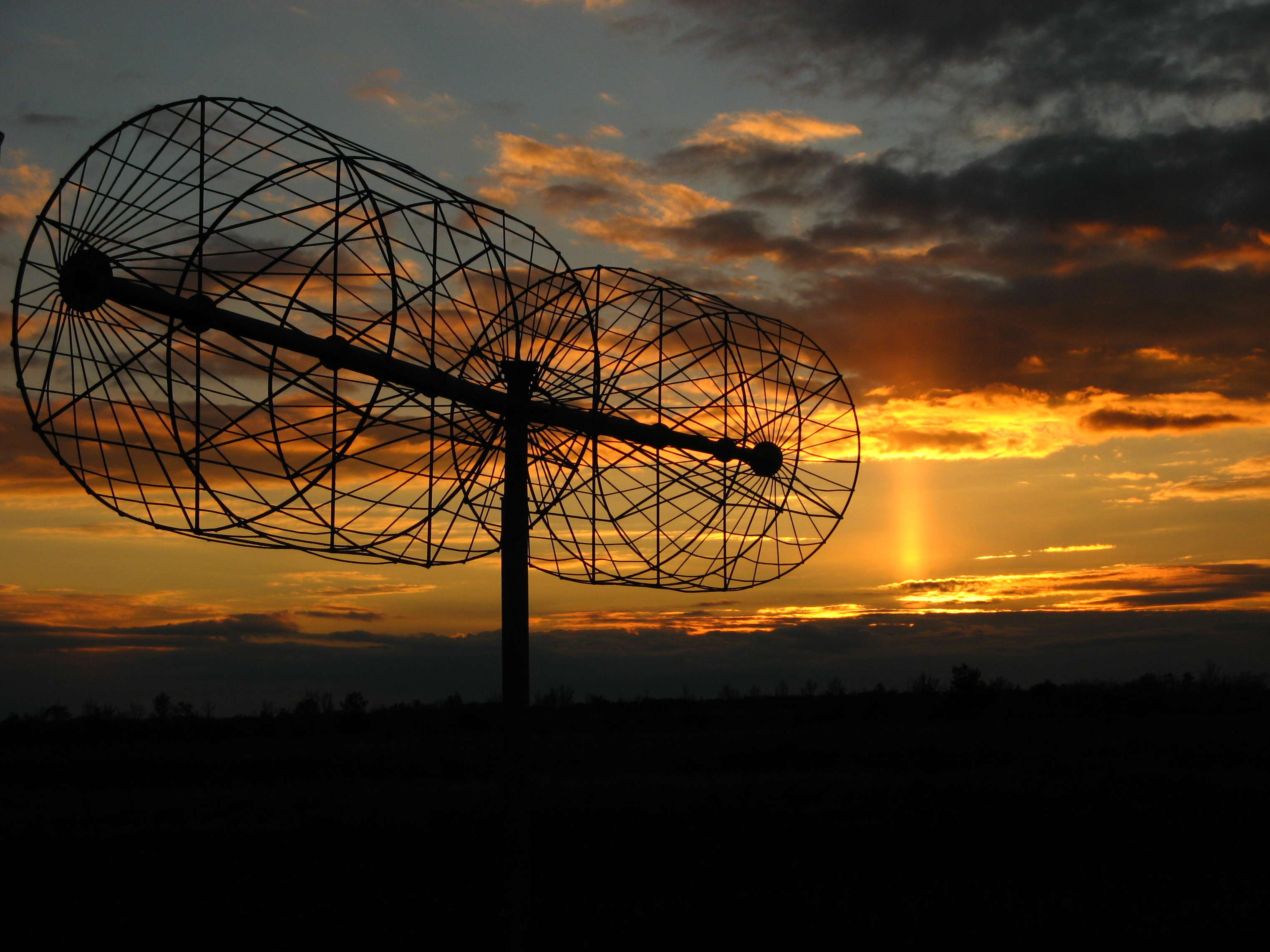
Диполь антенної решітки радіотелескопу УТР-2 та захід Сонця зі світловим стовпом

## Відомі люди
- Борщ Віталій Володимирович (1980—2019) — солдат Збройних сил України, учасник російсько-української війни.
- Погребняк Петро Степанович — український вчений-лісівник та ґрунтознавець, доктор географічних наук, професор.
- Мисла Мирослав Іванович (1992—2016) — український військовик, молодший лейтенант, командир взводу окремої зведеної штурмової роти «Карпатська Січ» 93-ї ОМБр